# نورة ساليناس
نورة ساليناس (بالإسبانية: Nora Salinas)‏ هي عارضة وممثلة مكسيكية، ولدت في 7 يونيو 1986 في رينوسا في المكسيك.

## أعمال

### مسلسلات
- إزميرالدا
- روزاليندا

## وصلات خارجية
- نورة ساليناس على موقع IMDb (الإنجليزية)
- نورة ساليناس على موقع روتن توميتوز (الإنجليزية)
- نورة ساليناس على موقع قاعدة بيانات الفيلم (الإنجليزية)